# Les Grands de ce monde
Pour plus de détails, voir Fiche technique et Distribution.
Les Grands de ce monde (The Power and the Prize) est un film américain réalisé par Henry Koster, sorti en 1956.

## Fiche technique
- Titre original : The Power and the Prize
- Titre français : Les Grands de ce monde
- Réalisation : Henry Koster
- Scénario : Robert Ardrey d'après le roman de Howard Swigett
- Photographie : George J. Folsey
- Musique : Bronislau Kaper
- Pays d'origine : États-Unis
- Format : Noir et blanc - 2,35:1
- Genre : drame
- Durée : 98 minutes
- Date de sortie : 1956

## Distribution
- Robert Taylor : Cliff Barton
- Elisabeth Müller : Miriam Linka
- Burl Ives : George Salt
- Charles Coburn : Guy Eliot
- Cedric Hardwicke : M. Carew
- Mary Astor : Mme George Salt
- Richard Erdman : Lester Everett
- Ben Wright : M. Chutwell
- Richard Deacon : Howard Carruthers
- Tol Avery : Dan Slocum

## Autour du film
- Nomination à l'Oscar de la meilleure création de costumes.